# Чернявський Віктор Олексійович
Віктор Олексійович Чернявський (27 січня 1907, місто Київ — ?) — радянський партійний діяч, секретар Київського міського комітету КП(б)У, 1-й секретар Петровського районного комітету КП(б)У міста Києва.

## Біографія
У 1930—1931 роках служив у Червоній армії.
Член ВКП(б) з 1931 року.
Перебував на відповідальній партійній роботі.
У 1938—1940 роках — 1-й секретар Петровського районного комітету КП(б)У міста Києва.
У 1940 — 31 січня 1941 року — секретар Київського міського комітету КП(б)У із кадрів.
З червня 1941 року — в Червоній армії, учасник німецько-радянської війни. У 1941 році навчався у Військово-політичній академії імені Леніна. З 1943 року — військовий комісар, начальник політичного відділу і заступник начальника 14-го району авіаційного базування із політичної роботи 1-ї повітряної армії Західного та 3-го Білоруського фронтів. З 1945 року — начальник політичного відділу 18-го району авіаційного базування. Після війни продовжував працювати на військово-політичній роботі у Військово-повітряних силах Радянської армії.
Потім — персональний пенсіонер.

## Звання
- старший батальйонний комісар
- підполковник
- полковник

## Нагороди
- два ордени Вітчизняної війни І ст. (31.05.1945, 6.04.1985)
- три ордени Червоної Зірки (17.06.1943, 17.07.1945, 3.11.1953)
- медаль «За бойові заслуги» (15.11.1950)
- медаль «За оборону Москви» (1944)
- медаль «За взяття Кенігсберга» (1945)
- медаль «За перемогу над Німеччиною у Великій Вітчизняній війні 1941—1945 рр.» (1945)
- медалі